# Masakará
Masakará (Masacará, Massakará), jedno od plemena camacanian Indijanaca koji su živjeli u istočnobrazilskoj državi Bahia, južno od grada Juazeiro i nekadašnje misije Saco dos Morcegos.
Govorili su istoimenim, danas nestalim jezikom.